# Championnats du monde de cyclisme sur piste 2005
Navigation
Championnats du monde 2004 Championnats du monde 2006
Les Championnats du monde de cyclisme sur piste 2005 se sont tenus du 24 au 27 mars à Los Angeles aux États-Unis.

## Résultats

### Hommes
| Compétition            | Or                                                              | Or             | Argent                                                      | Argent         | Bronze                                                                    | Bronze         |
| ---------------------- | --------------------------------------------------------------- | -------------- | ----------------------------------------------------------- | -------------- | ------------------------------------------------------------------------- | -------------- |
| Kilomètre              | Theo Bos Pays-Bas                                               | 1 min 01 s 165 | Jason Queally Royaume-Uni                                   | 1 min 01 s 230 | Chris Hoy Royaume-Uni                                                     | 1 min 02 s 262 |
| Keirin                 | Teun Mulder Pays-Bas                                            |                | Barry Forde Barbade                                         |                | Shane Kelly Australie                                                     |                |
| Vitesse individuelle   | René Wolff Allemagne                                            |                | Mickaël Bourgain France                                     |                | Jobie Dajka Australie                                                     |                |
| Vitesse par équipes    | Jason Queally Chris Hoy Jamie Staff Royaume-Uni                 |                | Theo Bos Teun Mulder Tim Veldt Pays-Bas                     |                | Matthias John Stefan Nimke René Wolff Allemagne                           |                |
| Poursuite individuelle | Robert Bartko Allemagne                                         |                | Sergi Escobar Espagne                                       |                | Levi Heimans Pays-Bas                                                     |                |
| Poursuite par équipes  | Steve Cummings Chris Newton Paul Manning Rob Hayles Royaume-Uni |                | Levi Heimans Jens Mouris Peter Schep Niki Terpstra Pays-Bas |                | Ashley Hutchinson Matthew Goss Mark Jamieson Stephen Wooldridge Australie |                |
| Américaine             | Mark Cavendish Robert Hayles Royaume-Uni                        | 0              | Robert Slippens Danny Stam Pays-Bas                         | 22 (-1 tour)   | Matthew Gilmore Iljo Keisse Belgique                                      | 20 (-1 tour)   |
| Course aux points      | Volodymyr Rybin Ukraine                                         | 38             | Ioánnis Tamourídis Grèce                                    | 36             | Joan Llaneras Espagne                                                     | 34             |
| Scratch                | Alex Rasmussen Danemark                                         |                | Gregory Henderson Nouvelle-Zélande                          |                | Matthew Gilmore Belgique                                                  |                |

### Femmes
| Compétition            | Or                              | Or       | Argent                    | Argent   | Bronze                     | Bronze   |
| ---------------------- | ------------------------------- | -------- | ------------------------- | -------- | -------------------------- | -------- |
| 500 mètres             | Natalia Tsylinskaya Biélorussie | 34 s 738 | Anna Meares Australie     | 34 s 752 | Yvonne Hijgenaar Pays-Bas  | 34 s 928 |
| Keirin                 | Clara Sanchez France            |          | Elisa Frisoni Italie      |          | Yvonne Hijgenaar Pays-Bas  |          |
| Vitesse individuelle   | Victoria Pendleton Royaume-Uni  |          | Tamilla Abassova Russie   |          | Anna Meares Australie      |          |
| Poursuite individuelle | Katie Mactier Australie         |          | Katherine Bates Australie |          | Karin Thürig Suisse        |          |
| Course aux points      | Vera Carrara Italie             | 31       | Olga Slyusareva Russie    | 29       | Katherine Bates Australie  | 21       |
| Scratch                | Olga Slyusareva Russie          |          | Katherine Bates Australie |          | Lyudmyla Vypyraylo Ukraine |          |

## Tableau des médailles
| Rang | Nation           | Or | Argent | Bronze | Total |
| ---- | ---------------- | -- | ------ | ------ | ----- |
| 1    | Royaume-Uni      | 4  | 1      | 1      | 6     |
| 2    | Pays-Bas         | 2  | 3      | 3      | 8     |
| 3    | Allemagne        | 2  |        | 1      | 3     |
| 4    | Australie        | 1  | 3      | 5      | 9     |
| 5    | Russie           | 1  | 2      |        | 3     |
| 6    | France           | 1  | 1      |        | 2     |
| 6    | Italie           | 1  | 1      |        | 2     |
| 8    | Ukraine          | 1  |        | 1      | 2     |
| 9    | Biélorussie      | 1  |        |        | 1     |
| 9    | Danemark         | 1  |        |        | 1     |
| 11   | Espagne          |    | 1      | 1      | 2     |
| 12   | Barbade          |    | 1      |        | 1     |
| 12   | Grèce            |    | 1      |        | 1     |
| 12   | Nouvelle-Zélande |    | 1      |        | 1     |
| 15   | Belgique         |    |        | 2      | 2     |
| 16   | Suisse           |    |        | 1      | 1     |